# Eclipse (Veil of Maya)
Eclipse è il quarto album in studio del gruppo musicale statunitense Veil of Maya, pubblicato nel 2012.

## Tracce
1. 20/200 (instrumental) – 1:16
2. Divide Paths – 2:49
3. Punisher – 2:33
4. Winter Is Coming Soon – 2:12
5. The Glass Slide – 3:32
6. Enter My Dreams – 2:54
7. Numerical Scheme – 3:18
8. Vicious Circles – 3:18
9. Eclipse (instrumental) – 2:24
10. With Passion and Power – 4:05

## Formazione
- Brandon Butler – voce
- Marc Okubo – chitarra
- Sammy Applebaum – batteria
- Danny Hauser – basso